# Haledon
Haledon es un borough ubicado en el condado de Passaic en el estado estadounidense de Nueva Jersey. En el año 2010 tenía una población de 8,318 habitantes y una densidad poblacional de 2,772 personas por km².

## Geografía
Haledon se encuentra ubicado en las coordenadas 41°56′12″N 74°11′19″O / 41.93667, -74.18861.

## Demografía
Según la Oficina del Censo en 2000 los ingresos medios por hogar en la localidad eran de $45,599 y los ingresos medios por familia eran $49,014. Los hombres tenían unos ingresos medios de $37,143 frente a los $29,830 para las mujeres. La renta per cápita para la localidad era de $19,099. Alrededor del 10.6% de la población estaba por debajo del umbral de pobreza.